# Khu tài chính, Manhattan
Khu Tài chính, (tiếng Anh: Financial District, còn được gọi là FiDi), là một khu vực nằm ở mũi phía nam của khu Manhattan ở Thành phố New York, bao gồm các văn phòng và trụ sở của nhiều tổ chức tài chính lớn của thành phố, bao gồm Sở giao dịch chứng khoán New York và Ngân hàng Dự trữ Liên bang New York. Được đặt trên phố Wall ở quận tài chính, thành phố New York được gọi là thành phố có tài chính mạnh nhất và là trung tâm tài chính hàng đầu của thế giới, và Sở giao dịch chứng khoán New York là thị trường chứng khoán lớn nhất thế giới với tổng vốn hóa thị trường. Một số giao dịch chính khác đã có hoặc có trụ sở chính tại Financial District, bao gồm cả New York Mercantile Exchange, NASDAQ, Hội đồng Thương mại New York và Sở Giao dịch Chứng khoán Hoa Kỳ.
Khu phố gần chồng lấn với ranh giới khu định cư New Amsterdam vào cuối thế kỷ 17. Quận Tài chính đã chứng kiến sự tăng trưởng về dân số đến khoảng 43.000 người vào năm 2014, gần gấp đôi 23.000 người được ghi nhận tại cuộc Tổng điều tra năm 2000.